# Subiaco
Subiaco es un municipio de 9.332 habitantes, a 408 m s. n. m. en el valle superior del Aniene, en la ribera oriental del río.
El pintoresco burgo medieval, construido con escalinatas sobre una pared rocosa que domina el valle del Aniene, a la salida del río de la boscosa garganta calcárea donde se encuentran los venerados monasterios benedictinos del Sacro Speco y de Santa Scolastica, es el centro de altísimo interés religioso y artístico, no solo turístico. El nombre procedería del latín 'Subacqua', 'debajo del agua', por una laguna que allí hubo.

## Historia
Los orígenes de la actual abadía benedictina se remontan a los inicios del siglo VI, cuando san Benito de Nursia fundó en la zona monasterios para dar hospitalidad a sus primeros discípulos, provenientes en parte de la nobleza romana. En el siglo XII, por iniciativa del abad se construyó el santuario-monasterio del Sacro Speco.
De los trece monasterios fundados por San Benito sólo queda actualmente el de Santa Scolastica, inicialmente dedicado a San Silvestre. Este monasterio se articula en torno a tres claustros: 
- uno en estilo cosmati (siglos XII-XIII), de gran armonía;
- uno gótico (siglos XIV y XV);
- uno del renacimiento tardío (finales del siglo XVI).

El monasterio del Sacro Speco (o de san Benedetto) se presenta hoy como un edificio muy escenográfico y pintoresco, insertado en la curvatura de una inmensa pared de roca.

## Evolución demográfica
| Gráfica de evolución demográfica de Subiaco entre 1861 y 2011 |
|                                                               |
| Fuente ISTAT - elaboración gráfica de Wikipedia               |

## Personas ligadas a Subiaco
- Fray Benito Honorato Pistoia, nacido en Subiaco https://saltaesdelsanto.blogspot.com/2013/11/homenaje-el-padre-honorato-pistoia.html?m=1
- San Benito de Nursia, vivió durante tres años en una cueva del municipio.
- Lucrecia Borgia, nacida en Subiaco.
- Pio VI, abad en el monasterio benedictino de Subiaco.
- Luigi Pistoja
- Antonio Fogazzaro, escritor, su novela El Santo se desarrolla en un monasterio de Subiaco.
- Gina Lollobrigida, nacida en Subiaco.
- Francesco Graziani, futbolista del Calcio, nacido en Subiaco.
- Santa Chelidonia, fallecida en Subiaco.
- Valerio Checchi, esquiador de fondo, nacido en Subiaco.
- Gabriel María Brasó y Tulla, abad en el monasterio benedictino de Subiaco (1966).